# Olympische Sommerspiele 1908/Leichtathletik – 5 Meilen (Männer)
Der 5-Meilen-Lauf der Männer bei den Olympischen Spielen 1908 in London wurde am 18. Juli 1908 im White City Stadium entschieden. Drei Tage zuvor gab es sechs Vorläufe, um die Finalisten zu ermitteln.
Es war der erste Einzelwettbewerb über eine Langstrecke im olympischen Programm überhaupt. Die Streckenlänge betrug umgerechnet 8047 Meter. Diese Distanz wurde nur einmal bei Olympischen Spielen ausgetragen und ab 1912 abgelöst durch die bis heute üblichen Bahnrennen über 5000 und 10.000 Meter.
Den Olympiasieg errang der  Brite Emil Voigt, Silber gewann sein Landsmann Edward Owen. Der Schwede John Svanberg wurde Dritter.

## Rekorde
Es gab bereits einen allerdings inoffiziellen Weltrekord über diese Distanz.
| Weltrekord         | 24:33,4 min                                 | Alfred Shrubb                               | Großbritannien                              | London (Großbritannien), 12. Mai 1904       |
| Olympischer Rekord | Wettbewerb erstmals im olympischen Programm | Wettbewerb erstmals im olympischen Programm | Wettbewerb erstmals im olympischen Programm | Wettbewerb erstmals im olympischen Programm |

Folgende Rekorde wurden bei den Olympischen Spielen 1908 in dieser Disziplin aufgestellt:
| OR | 25:46,2 min | John Svanberg  | Schweden   | 1. Vorlauf, 15. Juli |
| OR | 25:11,2 min | Großbritannien | Emil Voigt | Finale               |

## Ergebnisse

### Vorläufe (15. Juli)
Die Sieger der sechs Vorläufe – hellblau unterlegt – sowie die vier schnellsten Zweiten der Vorläufe – hellgrün hinterlegt –  erreichten das Finale.

#### 1. Vorlauf

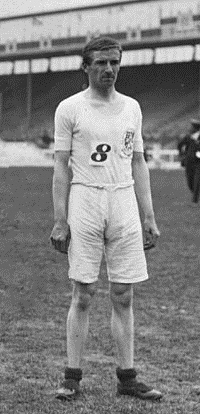
William Coales – im ersten Vorlauf nicht im Ziel
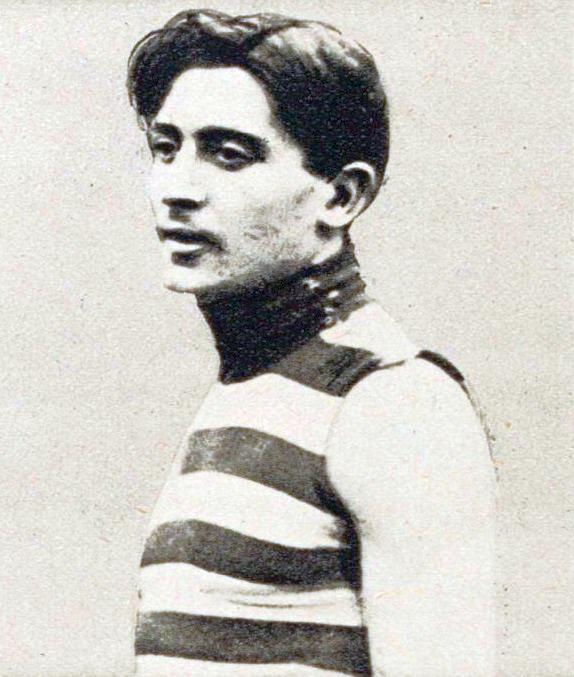
Gaston Ragueneau – im ersten Vorlauf das Ziel nicht erreicht

| Platz | Athlet           | Land           | Zeit (min) |
| ----- | ---------------- | -------------- | ---------- |
| 1     | John Svanberg    | Schweden       | 25:46,2 OR |
| 2     | Charles Hefferon | Südafrika      | 26:05,0000 |
| 3     | George Blake     | Australasien   | k. A.000   |
|       | William Coales   | Großbritannien | DNF000     |
|       | Gaston Ragueneau | Frankreich     |            |

John Svanberg qualifizierte sich mit der schnellsten Zeit aller Vorläufe problemlos, auch
Charles Hefferons Zeit genügte für das Finale. George Blake wurde überrundet, William Coales
gab nach mehr als vier Meilen auf, Gaston Ragueneau bereits in der ersten Runde.

#### 2. Vorlauf
| Platz | Athlet                 | Land           | Zeit (min) |
| ----- | ---------------------- | -------------- | ---------- |
| 1     | Emil Voigt             | Großbritannien | 26:13,4    |
| 2     | Frederick Bellars      | USA            | 26:49,0    |
| 3     | Pericle Pagliani       | Italien        | 26:56,4    |
| 4     | Kjeld Nielsen          | Dänemark       | 27:04,8    |
|       | Willem Wakker          | Niederlande    | DNF        |
|       | Nikolaos Kouloumberdas | Griechenland   | DNF        |
|       | Edward Dahl            | Schweden       | DNF        |

#### 3. Vorlauf
| Platz | Athlet           | Land        | Zeit (min) |
| ----- | ---------------- | ----------- | ---------- |
| 1     | Seth Landquist   | Schweden    | 27:00,2    |
| 2     | Edward Carr      | USA         | 27:24,4    |
| 3     | Julius Jørgensen | Dänemark    | 28:08,8    |
| 4     | Charles Hall     | USA         | 28:24,0    |
| 5     | Paul Nettelbeck  | Deutschland | 28:31,6    |
|       | Wilhelmus Braams | Niederlande | DNF        |

Da dies der langsamste Vorlauf war, erreichte nur der Sieger das Finale.

#### 4. Vorlauf

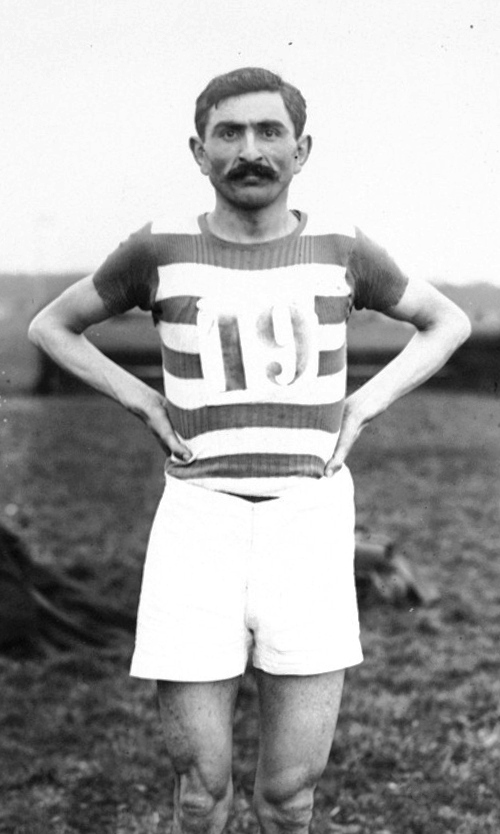
Paul Lizandier – ausgeschieden als Vierter des vierten Vorlaufs
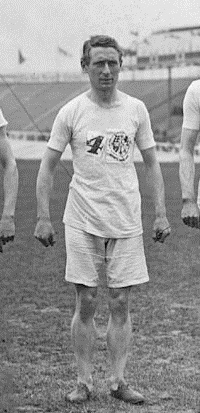
Joe Deakin – im vierten Vorlauf Ziel nicht erreicht
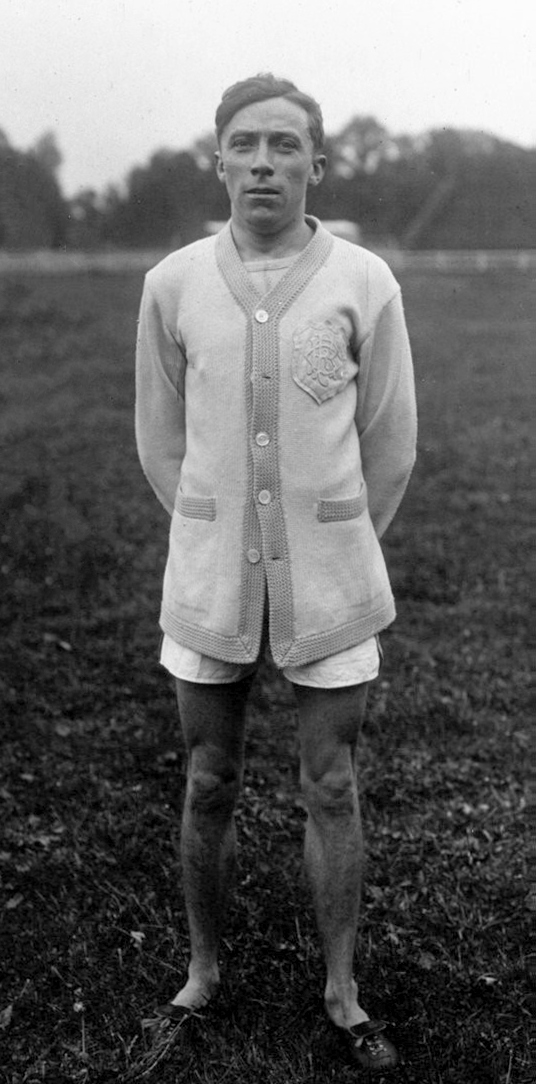
Jacques Keyser – im vierten Vorlauf nicht im Ziel

| Platz | Athlet            | Land           | Zeit (min) |
| ----- | ----------------- | -------------- | ---------- |
| 1     | James Murphy      | Großbritannien | 25:59,2    |
| 2     | Frederick Meadows | Kanada         | 26:16,2    |
| 3     | Georg Peterson    | Schweden       | 26:50,4    |
| 4     | Paul Lizandier    | Frankreich     | 27:10,8    |
|       | Joe Deakin        | Großbritannien | DNF        |
|       | John Tait         | Kanada         | DNF        |
|       | Jacques Keyser    | Niederlande    | DNF        |

#### 5. Vorlauf
| Platz | Athlet           | Land           | Zeit (min) |
| ----- | ---------------- | -------------- | ---------- |
| 1     | Arthur Robertson | Großbritannien | 25:50,2    |
| 2     | John Fitzgerald  | Kanada         | 26:05,8    |
| 3     | Samuel Stevenson | Großbritannien | 26:17,0    |
|       | Axel Wiegandt    | Schweden       | DNF        |
|       | Joseph Lynch     | Australasien   | DNF        |
|       | Herbert Trube    | USA            | DNF        |

Bei einem vergleichsweise knappen Ausgang hätte die Zeit des drittplatzierten Samuel Stevenson in mehreren anderen Läufen zur Finalqualifikation genügt. Der Sieger Arthur Robertson hatte weniger als drei Stunden vor diesem Vorlauf den Mannschaftswettkampf über drei Meilen bestritten.
In der unten angegebenen Literatur von zur Megede ist unter den Läufern, die aufgegeben haben, anstelle des US-Amerikaners Herbert Trube der Niederländer Arie Vosbergen benannt.

#### 6. Vorlauf

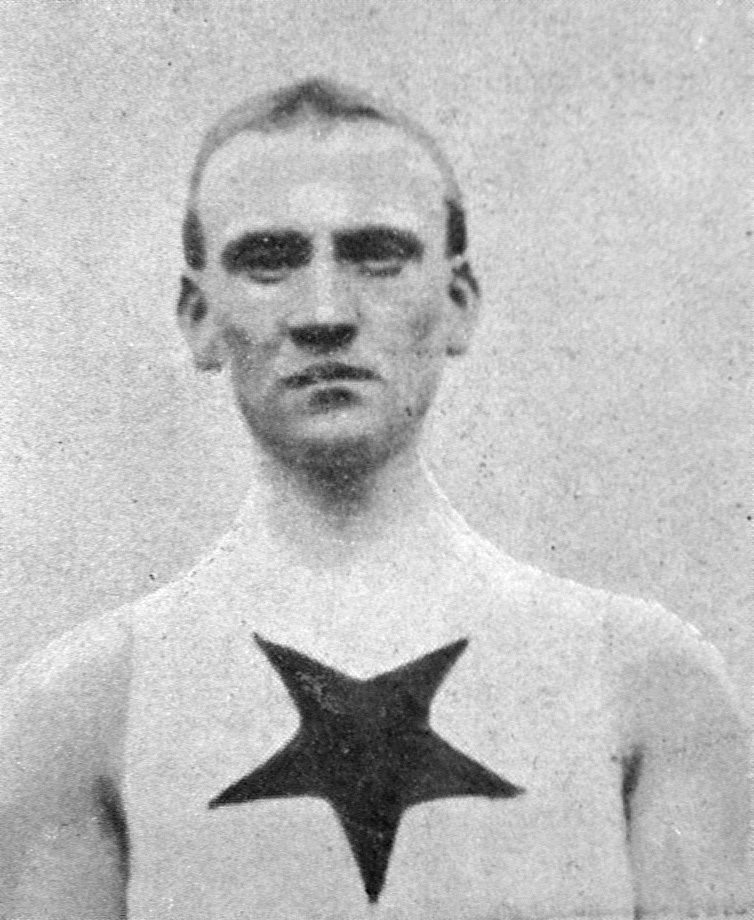
Arnošt Nejedlý – ausgeschieden als Dritter im sechsten Vorlauf

| Platz | Athlet            | Land           | Zeit (min) |
| ----- | ----------------- | -------------- | ---------- |
| 1     | Edward Owen       | Großbritannien | 26:12,0    |
| 2     | William Galbraith | Kanada         | 27:23,2    |
| 3     | Arnošt Nejedlý    | Böhmen         | 28:29,8    |
|       | Antal Lovas       | Ungarn         | DNF        |

Edward Owen gewann mit mehr als einer Minute Vorsprung, der zweitplatzierte
William Galbraith hatte aufgrund seiner nicht ausreichenden Zeit keine Finalchance.

### Finale (18. Juli)
| Platz | Athlet            | Land           | Zeit (min) |
| ----- | ----------------- | -------------- | ---------- |
| 1     | Emil Voigt        | Großbritannien | 25:11,2 OR |
| 2     | Edward Owen       | Großbritannien | 25:24,0000 |
| 3     | John Svanberg     | Schweden       | 25:37,2000 |
| 4     | Charles Hefferon  | Südafrika      | 25:44,0000 |
| 5     | Arthur Robertson  | Großbritannien | 26:13,0000 |
| 6     | Frederick Meadows | Kanada         | 26:16,2000 |
| 7     | John Fitzgerald   | Kanada         | k. A.000   |
| 8     | Frederick Bellars | USA            | k. A.000   |
| 9     | Seth Landquist    | Schweden       | k. A.000   |
|       | James Murphy      | Großbritannien | DNF000     |

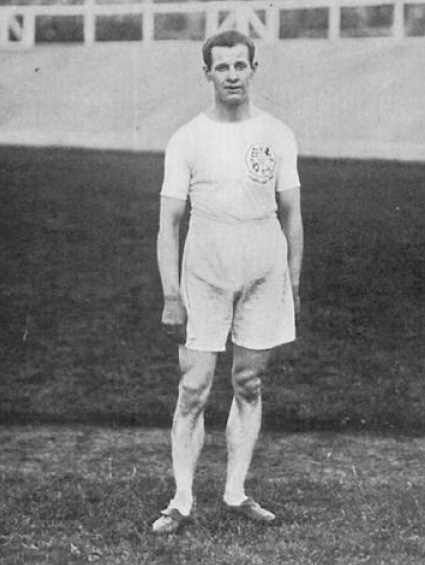
Olympiasieger Emil Voigt

Während des Finallaufs gab es mehrmals Wechsel an der Spitze. Nach der ersten Meile führte Edward Owen mit einer Zwischenzeit von 4:46,2 min. Danach übernahm der Südafrikaner Charles Hefferon die Führung. Er passierte die 2-Meilen-Marke in 9:54,2 min und die 3-Meilen-Marke nach 15:05,6 min. Nach vier Meilen lag der Schwede John Svanberg mit einer Zeit von 20:19,2 min vorne. Der Brite Emil Voigt hatte sich bis dahin taktisch geschickt im Hintergrund gehalten, sprintete siebenhundert Meter vor dem Ziel jedoch nach vorne, überholte seine Konkurrenten und gewann schließlich mit über zwölf Sekunden Vorsprung vor seinem Landsmann Edward Owen. John Svanberg, der bei den Athener Zwischenspielen 1906 Silber im Marathonlauf gewonnen hatte und eigentlich als Favorit angetreten war, belegte den dritten Platz. Vierter wurde Charles Hefferon, der sechs Tage später die Silbermedaille auf der Marathonstrecke errang.

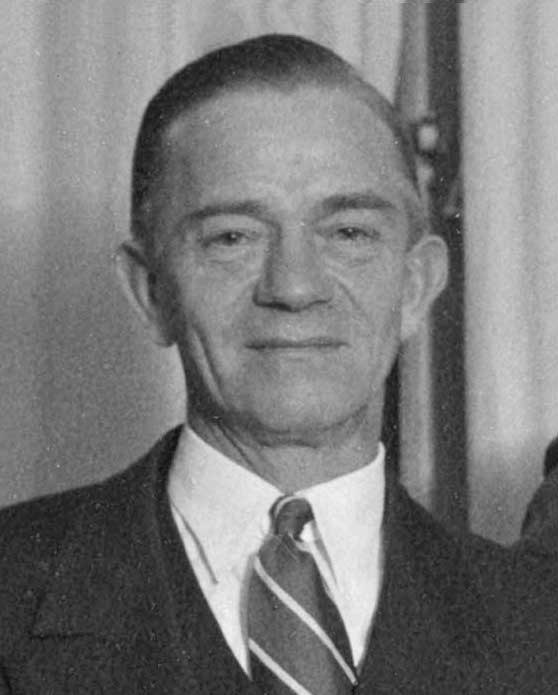
Der Olympiadritte John Svanberg – hier in einer Aufnahme aus den 1920er Jahren
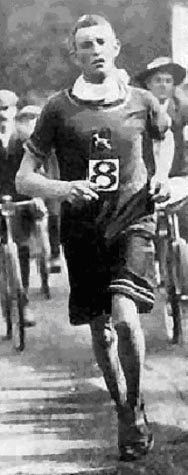
Charles Hefferon belegte im Finale den vierten Platz und gewann einige Tage später Silber im Marathonlauf
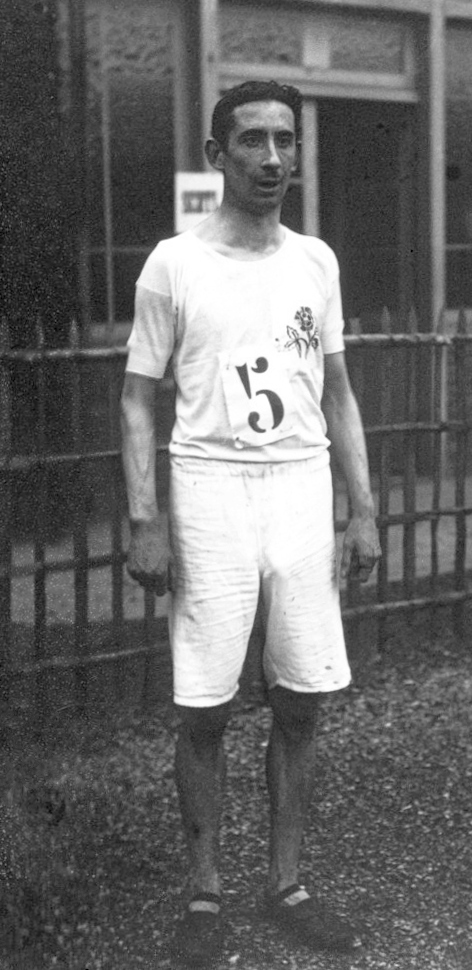
Arthur Robertson wurde Olympiafünfter